# Conférence nationale des évêques du Brésil
La Conférence nationale des évêques du Brésil (en portugais : Conferência Nacional dos Bispos do Brasil, abrégé CNBB) est une conférence épiscopale de l’Église catholique qui réunit les ordinaires du Brésil.
Elle fait partie du Conseil épiscopal latino-américain (CELAM), avec une vingtaine d’autres conférences épiscopales.

## Historique
La conférence a été fondée le 14 octobre 1952 à Rio de Janeiro. En 1980, elle est le « plus grand regroupement épiscopal au monde », selon les mots du pape Jean-Paul II dans son discours à Fortaleza.

## Sanctuaires
La conférence épiscopale a désigné six sanctuaires nationaux :
- le sanctuaire Saint-José-de-Anchieta d’Anchieta[4], désigné en 2015[5] ;
- dans l’État de São Paulo :
  - la cathédrale-basilique Notre-Dame-d’Aparecida d’Aparecida[6], désignée en 1983[7] ;
  - le sanctuaire marial de la Sainte-Tête de Cachoeira Paulista[8],[9] ;[source insuffisante]
  - le sanctuaire du Sacré-Cœur-de-Jésus d’Itu[10] dans l’église du Bon-Jésus (pt) ;
- à Rio de Janeiro :
  - la basilique Notre-Dame-du-Rocher[11] ;
  - le sanctuaire Notre-Dame-de-Lorette, désigné en 1970[12],[13].